# Еврейский новостной синдикат
Еврейский новостной синдикат (англ. Jewish News Syndicate, сокр. JNS) — информационное агентство, основанное в 2011 году и предоставляющее новости и аналитику, связанные с Израилем и еврейскими сообществами по всему миру.

## История
Еврейский новостной синдикат (JNS) был основан в сентябре 2011 года. Его издатели — Рассел Пергамент и Джошуа Катцен. Главный редактор JNS — американский журналист Джонатан Тобин. Одной из причин создания JNS послужила, по словам Пергамента и Тобина, обеспокоенность предвзятостью СМИ в отношении Израиля; его издатели решили создать новостную службу, предоставляющую более точный контент о Ближнем Востоке.
JNS изначально заключил эксклюзивное соглашением с бесплатной израильской газетой правого направления «Исраэль хайом», финансируемой Шелдоном Адельсоном. Пергамент не раскрывает источники финансирования JNS и отказался отвечать на вопрос об участии Адельсона в финансировании новостного агентства.
На 2013—2014 годы, услугами JNS пользовались десятки газет и сайтов.

## Редакционная политика
JNS характеризуется правым уклоном в политике и поддержкой Израиля.